# قتل‌های ای.بی.سی. (مجموعه تلویزیونی)
قتل‌های ای.بی.سی. (انگلیسی: The ABC Murders) مینی‌سریال سه‌قسمتی است که در سال ۲۰۱۸ بر اساس رمانی با همین نام اثر آگاتا کریستی برای بی‌بی‌سی وان ساخته شده است. در این مجموعه جان مالکوویچ نقش هرکول پوآرو را بازی می‌کند.